# Eunidia biplagiata
Eunidia biplagiata es una especie de escarabajo longicornio del género Eunidia, categorizada en la tribu Eunidiini, de la subfamilia Lamiinae. Fue descrita por Aurivillius en 1925.

## Descripción
Mide 9-10 mm de longitud.

## Distribución
Se distribuye por Angola.